# Traquibasalto
El traquibasalto o traqui-basalto es una roca volcánica que presenta una composición intermedia entre traquita y basalto. Los minerales contenidos en el traquibasalto incluyen feldespato alcalino, plagioclasa cálcica, olivino, clinopiroxeno y probablemente cantidades reducidas de leucita o analcima.
Un traquibasalto es un basalto con alto índice de álcalis. El grado de SiO2 varía generalmente entre el 45 % y el 52 %, el MgO es de alrededor del 10 % mientras que el Na2O + K2O presenta rangos entre el 5 % y el 7,5 % (véase clasificación TAS).

## Variedades
En función de las diferentes cantidades de alcalís que presenten, se distinguen dos tipos de traquibasalto:
- Hawaiita, roca que se define químicamente como aquellos traquibasaltos con un porcentaje de masa de óxido de Na2O igual o mayor a K2O más 2.[1]
- Traquibasalto potásico, roca que se define químicamente como aquellos traquibasaltos con un porcentaje de masa de óxido de Na2O igual o menor a K2O más 2.[1]